# Max Jakob
Max Jakob, nemški fizik, * 20. julij 1879, Ludwigshafen, Nemško cesarstvo (sedaj Nemčija), † 4. januar 1955, Chicago, Illinois, ZDA.
Jakob je največ deloval na področju termodinamike.

## GLej tudi
- Jakobovo število

1. 1 2  SNAC — 2010.